# Entodontopsis sedgwickii
Entodontopsis sedgwickii là một loài Rêu trong họ Stereophyllaceae. Loài này được (Broth. & Dixon) W.R. Buck & Ireland mô tả khoa học đầu tiên năm 1985.